# 石油エーテル
石油エーテル（せきゆエーテル、petroleum ether）とは、石油の低沸点留分の一種である。ほぼ無色透明の液体であり、溶剤として広く用いられている。水に不溶である。名称に「エーテル」が含まれているが、化学種としてのエーテルは含有していない。強い揮発性と引火性があり、消防法危険物の第四類第一石油類に指定されている。

## 成分・性質
ISOとJISで若干異なるものの、概ね60度以下の低沸点留分を指す。
- ISO 6353-3による定義
  - 密度（20 ℃） - 0.644 - 0.655 g/ml
  - 留分（40 - 60 ℃） - 90 vol% 以上
- JIS K8593による定義
  - 密度（20 ℃） - 0.620 - 0.660 g/ml
  - 留分（30 - 60 ℃） - 90 vol% 以上

主成分はペンタンであり、イソペンタン、ヘキサンなど他の低級脂肪族炭化水素との混合物である。化学的性質は主成分であるこれら炭化水素に近いものとなる。

## 用途
研究室レベルではクロマトグラフィーの展開溶媒として用いられているが、日本ではヘキサンが用いられることが多い。また工業用としては洗浄用として利用されている。
石油エーテル可溶分として、界面活性剤等に含まれる不純物を抽出し、純度を確認するのに用いられる（界面活性剤・石油エーテル・水の3つを混合して分液ロートで振り混ぜると、界面活性剤は水層に、油脂などの不純物は石油エーテル層に溶解するので、分離した石油エーテル層から溶媒を除去した質量を測定することにより、不純物を定量できる）。